# Sphyrastylis
Sphyrastylis é um género botânico pertencente à família das orquídeas (Orchidaceae).